# Иван Найденович
Иван Найденович е български лекар и възрожденски деец.

## Биография
Роден е през 1821 г. в Копривщица (според някои източници – в Одрин, а родът му е от Копривщица). Като дете загубва родителите си в резултат от кърджалийските набези и намира убежище в Одрин, където е осиновен от неговия роднина Найден Кръстевич (Найдо Кръстович) и се установява там. Учи медицина в Пиза, а след това и във Флоренция, където завършва (според други – в Неапол). Работи като лекар и почетен драгоман в Руското консулство в Одрин. Той е един от главните членове на Общество за организиране на въоръжени акции срещу Турция – конспиративна българо-гръцка организация, и на църковнославянското движение от 1859 – 1861 г. Поради преследване от османските власти се преселва в Атина, където умира на 29 ноември 1877 г. Негов син е основоположникът на научната фармация в България Александър Найденович. Дъщеря му Ефросина е съпруга на българския генерал
Стефан Тошев.
Удостоен е с руски и гръцки ордени за граждански заслуги.

## Дейност в Одрин
След заввършване на медицинското си образование с научна степен „доктор по медицина“ се прибира в Одрин и започва да практикува професията си. От бедни българи той не приема възнаграждение и дори нерядко ги подпомага. Не след дълго време е назначен за почетен драгоманин (преводач) в Руското консулство в града. Неговият патриотизъм го поставя начело в борбата срещу гръцкото духовенство. Българите в града организират силен протест против прочитането от страна на гръцкото духоивенство на Патриаршексото послание за схизмата. Те не допускат то да бъде прочетено от гръцки свещеник в храм „Св. св Константин и Елена“. Главен инициатор на тези протести е Иван Найденович.
На гарата в Одрин Найденович посреща бежанци от въстаналото Средногорие през 1876 г. и ги подпомага с храна, дрехи и пари. Тази му дейност не остава незабелязана от турските власти и те го обявяват за конспиратор против сигурността на Османската империя. За тези си деяния е изправен пред съда да отговаря за тях. Благодарение на поетата юридическа защита и застъпничеството от страна на Руския консул съдебен процес срещу него няма. Въпреки това е преследван и успява да избяга в Цариград, а от там да отиде в Атина през 1877г., където и умира.